# Tesi di Trento
Le Tesi di Trento possono essere considerate un manifesto culturale sulla scienza della comparazione giuridica. Il testo, suddiviso in cinque punti, si propone infatti di descrivere il compito del diritto comparato nonché il metodo d'indagine del comparatista stesso.
Furono elaborate nel 1987 dal noto giurista italiano Rodolfo Sacco nella neonata Università degli Studi di Trento, e sottoscritte da un gruppo di autorevoli comparatisti (F. Castro, P. Cendon, A. Frignani, A. Gambaro, M. Guadagni, A. Guarneri e P. G. Monateri) con l'adesione di Gianmaria Ajani e Ugo Mattei (all'epoca non ancora ordinari). 

## Testo completo
- Prima tesi: Il compito della comparazione giuridica, senza il quale essa non sarebbe scienza, è l'acquisizione di una migliore conoscenza del diritto, così come in generale il compito di tutte le scienze comparatistiche è l'acquisizione di una migliore conoscenza dei dati appartenenti all'area a cui essa si applica. L'ulteriore ricerca e promozione del modello legale o interpretativo migliore sono risultati considerevolissimi della comparazione, ma quest'ultima rimane scienza anche se questi risultati fanno difetto.
- Seconda tesi: La comparazione rivolge la sua attenzione ai varii fenomeni giuridici concretamente realizzati nel passato o nel presente, secondo un criterio per cui si considera reale ciò che è concretamente accaduto. In questo senso, la comparazione ha lo stesso criterio di validazione delle scienze storiche.
- Terza tesi: La comparazione non produce risultati utili finché non si misurano le differenze che intercorrono fra i sistemi giuridici considerati. Non si fa comparazione finché ci si limita agli scambi culturali o all'esposizione parallela delle soluzioni esplicitate nelle diverse aree.
- Quarta tesi: La conoscenza dei sistemi giuridici in forma comparativa ha il merito specifico di controllare la coerenza dei varii elementi presenti in ogni sistema, dopo aver identificato e ricostruito questi stessi elementi. In specie, essa controlla se le regole operazionali presenti nel sistema siano compatibili con le proposizioni teoretiche elaborate per rendere conoscibili le regole operazionali.
- Quinta tesi: La conoscenza di un sistema giuridico non è monopolio del giurista appartenente al sistema dato; se da una parte è favorito dall'abbondanza delle informazioni, sarà però impacciato più di ogni altro dal presupposto che gli enunciati teoretici presenti nel sistema siano pienamente coerenti con le regole operazionali del sistema considerato.